# Association sportive suédoise pour les personnes sourdes et malentendantes
L'Association sportive suédoise pour les personnes sourdes et malentendantes (en suédois:Svenska Dövidrottsförbundet) a été fondée le 6 novembre 1913 et compte aujourd'hui 47 clubs pour environ 5 000 membres (enfants, adolescents, adultes).
C'est la deuxième plus ancienne association de ce genre au monde. Elle est affiliée à la Fédération suédoise des sports (Riksidrottsförbundet) depuis 1995.
Les règles sont les mêmes que pour les autres sportifs. Seuls quelques signes visuels ont pu être ajoutés en plus de la langue des signes qui est essentielle à la communication.
Il faut avoir une perte auditive d'au-moins 55 dB pour pouvoir participer aux championnats suédois et internationaux.
L'association fait partie de divers organismes internationaux :
- L'association sportive des pays baltes et nordiques pour les sourds (NBDI).
- L'Organisation européenne des sports des sourds.
- Le Comité international des sports des Sourds.

La Suède participe aux Deaflympics demuis 1924.